# بلشون أزرق صغير
بلشون أزرق صغير (الاسم العلمي: Egretta caerulea) هو نوع من فصيلة بلشونيات.